# Gerhard von Scharnhorst
Gerhard Johann David von Scharnhorst (Brodenau, 1756. november 12. – Prága, 1813. június 28.) porosz tábornok.

## Életpályája
Katonai kiképeztetését a wilhelmssteini katonai iskolában nyerte, ahonnan 1776-ban a hannoveri hadseregbe lépett és a forradalmi háborúkban 1793-95-ben a szövetségesek hadseregében Flandriában és Hollandiában küzdött. 1801-ben mint alezredes a porosz hadseregbe lépett, ahol mint a tisztképző-intézet igazgatója nyert alkalmazást. 1804-ben nemesi rangot kapott és ezredessé lépett elő.
1807-ben a porosz hadszervező bizottság élére állították, majd a hadsereg táborkari főnökévé nevezték ki. E minőségében bámulatos tevékenységet fejtett ki, melynek eredménye a porosz hadsereg teljes újjászervezése, a zsoldos hadsereg helyett nemzeti hadsereg felállítása lett.
1813 tavaszán ő szervezte Poroszország fölkelését Napóleon ellen, február 28-án megkötötte a kalischi szerződést Oroszországgal és a felszabadító háborúban mint tábornok és a sziléziai hadsereg táborkari főnöke vett részt. A Gross-Görschen mellett vívott ütközetben (1813. május 2.) súlyos sebet kapott.
Rauch által készített és 1882-ben felállított szobra Berlinben a térparancsnokság épülete előtt áll.

## Művei
Scharnhorst mint katonai író is működött; kiválóbb művei a következők:
- Handbuch für Offiziere in den angewandten Theilen der Kriegswissenschaften (3 kötet, Hannover, 1787-1790);
- Militärische Denkwürdigkeiten (5 kötet, uo. 1797-1805).